# Saint-Jory
Saint-Jory  es una comuna (municipio) de Francia situada en el departamento de Alto Garona, en la región de Occitania.

## Demografía
| 1528 | 2112 | 2533 | 2760 | 3244 | 4069 | 6383 |
| Para los censos de 1962 a 1999 la población legal corresponde a la población sin duplicidades (Fuente: INSEE [Consultar]) |      |      |      |      |      |      |

## Monumentos

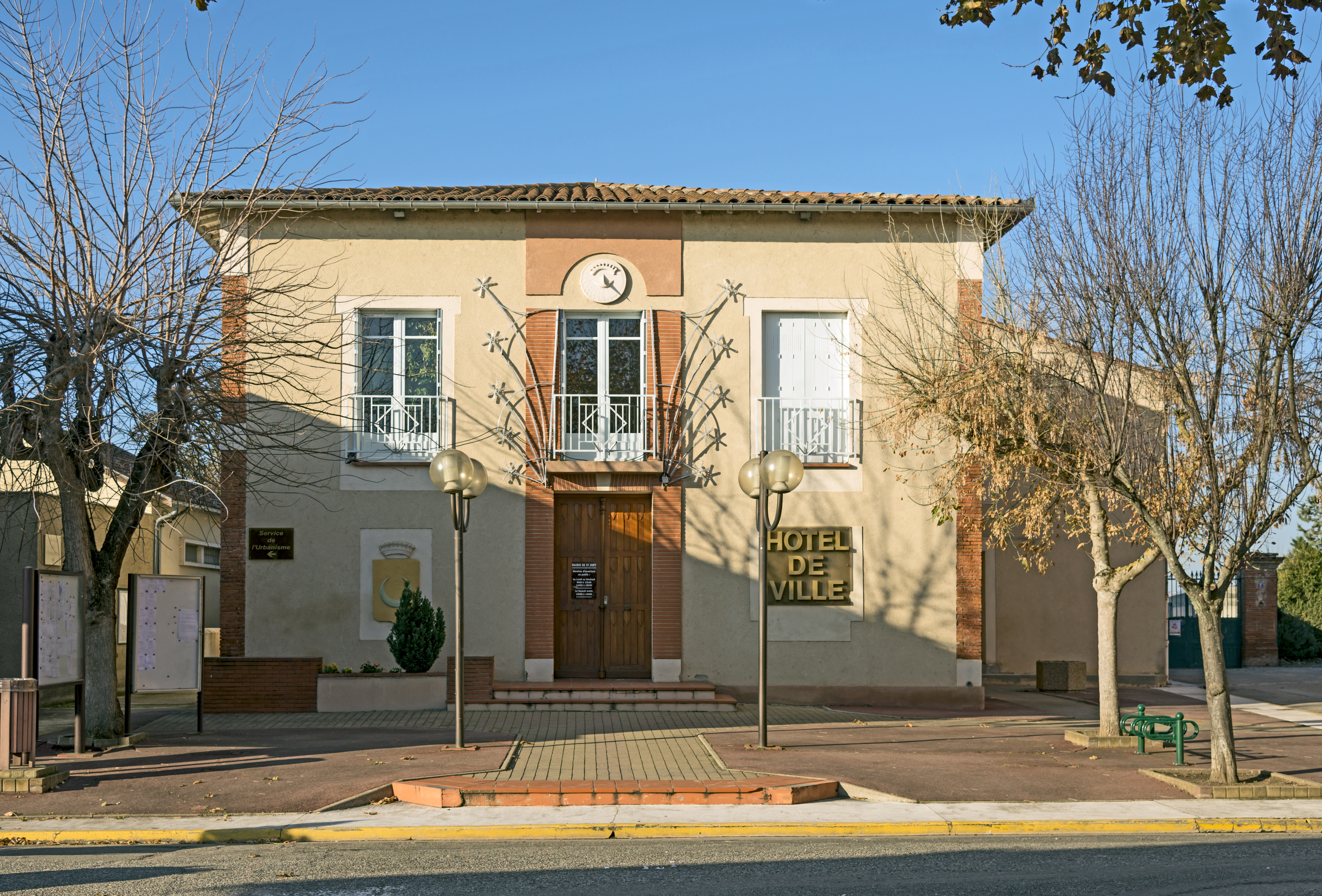
Edificio del Ayuntamiento
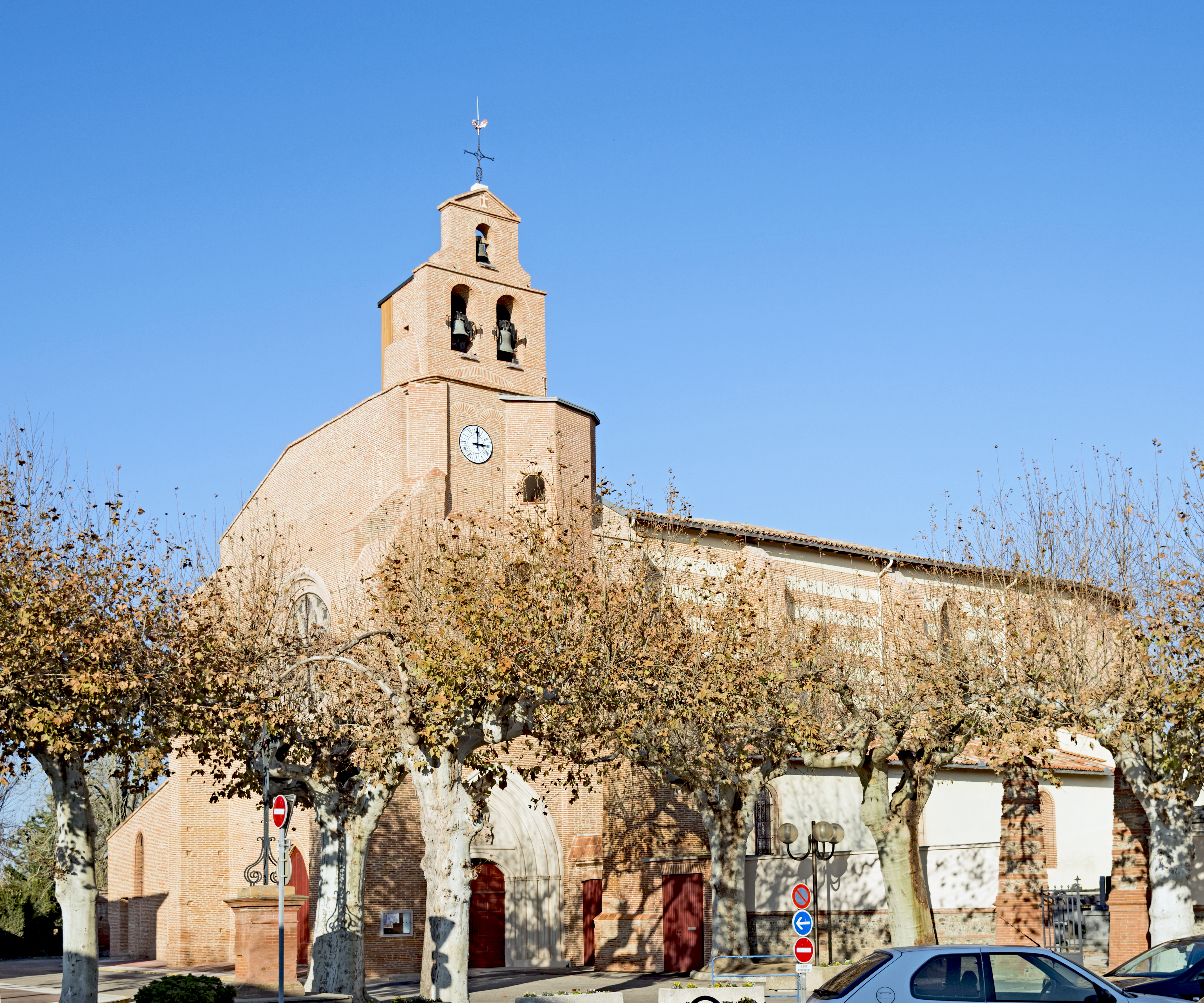
Iglesia de Saint-Jory
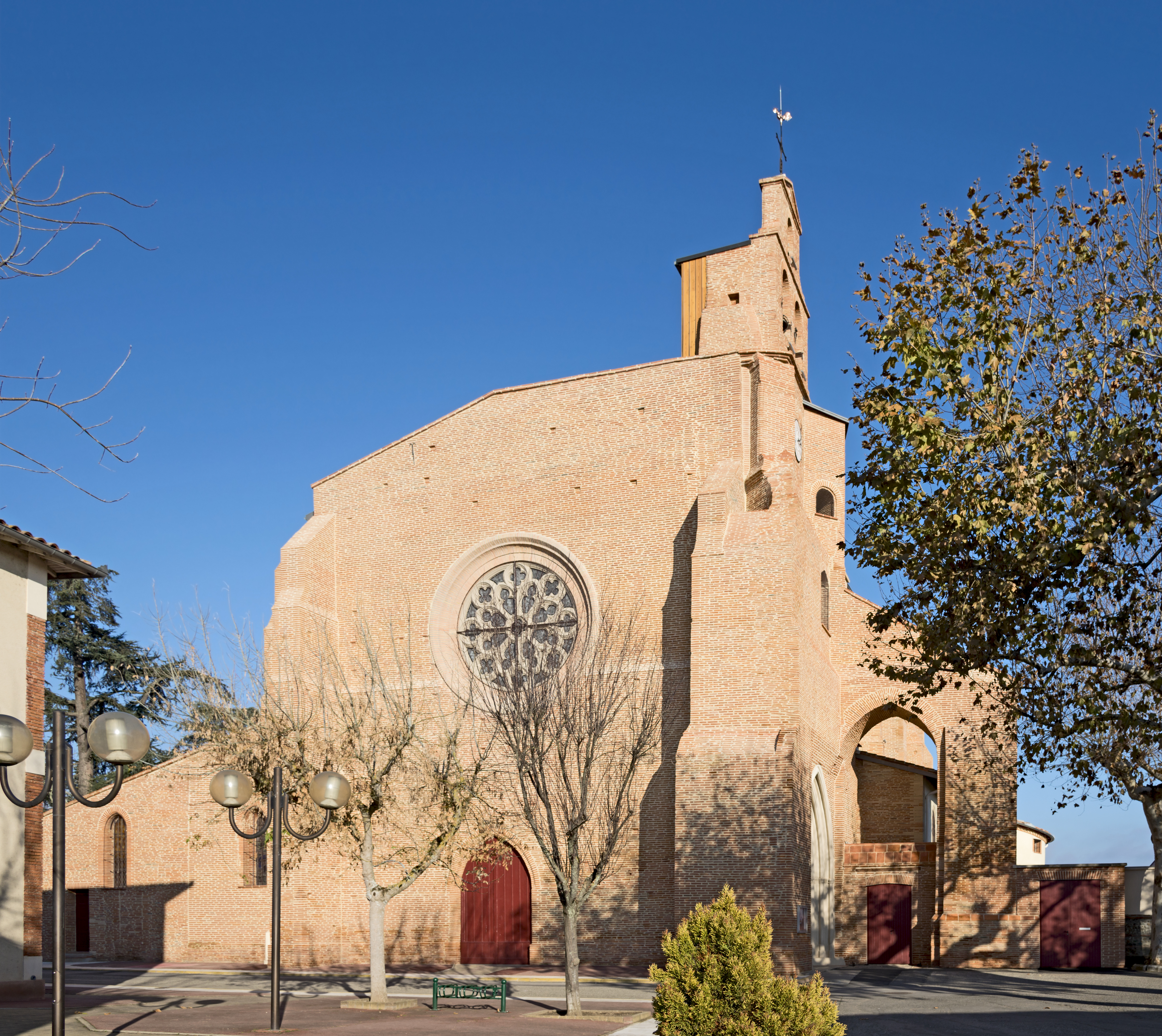
La fachada
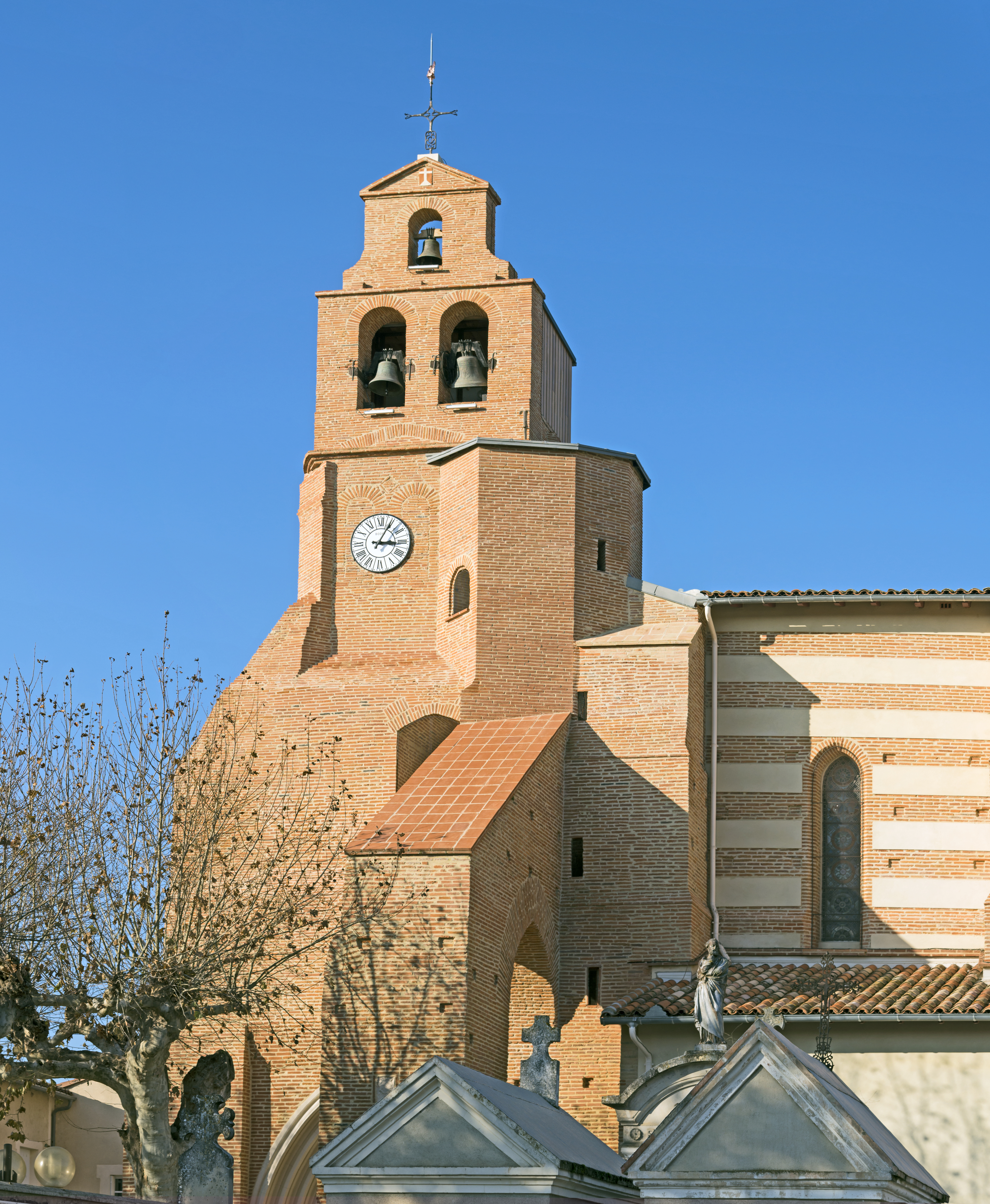
El muro del campanario
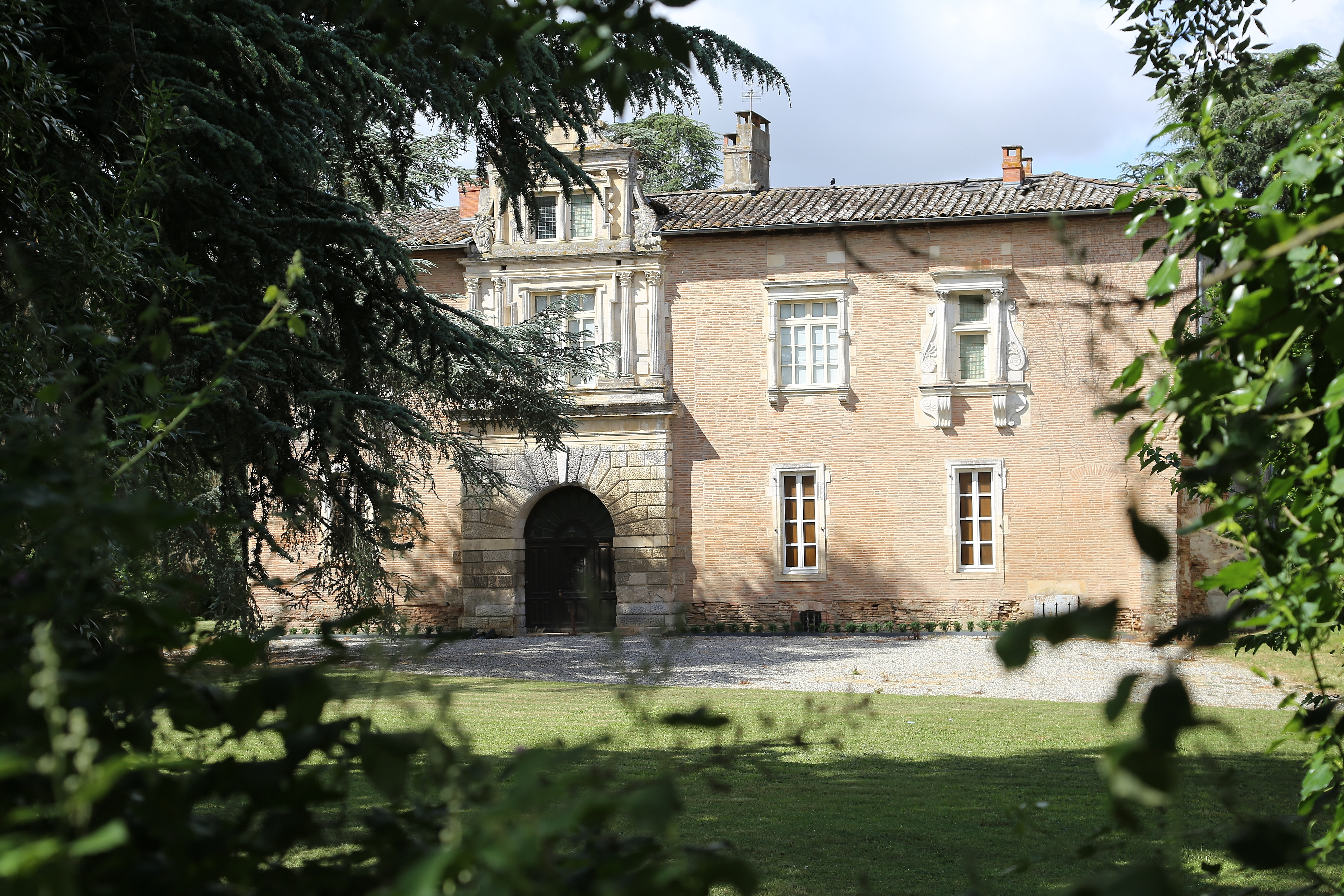
El castillo de Saint-Jory es obra del arquitecto tolosano Nicolas Bachelier (1545).